# Páli (Maďarsko)
Páli je obec v Maďarsku v župě Győr-Moson-Sopron, spadající pod okres Csorna. Nachází se asi 4 km severovýchodně od Beledu, 19 km jihozápadně od Csorny a asi 50 km jihozápadně od Győru. V roce 2015 zde žilo 418 obyvatel. Dle údajů z roku 2011 tvoří 96,9 % obyvatelstva Maďaři a 0,3 % Němci a Rumuni, přičemž 3,1 % obyvatel se ke své národnosti nevyjádřilo.
Obec byla poprvé písemně zmíněna v roce 1220. Nachází se zde katolický kostel Nanebevzetí Panny Marie (Nagyboldogasszony-templom). Obcí prochází hlavní silnice 88 a vedlejší silnice 8426, 8427 a 8607. Západně od Páli prochází dálnice M86, v blízkosti obce se však nenachází žádný exit. Jižně od Páli protéká řeka Rába.

## Sousední obce
| Růžice kompasu | Magyarkeresztúr | Zsebeháza |      | Růžice kompasu |
| Růžice kompasu | Beled           | Sever     | Szil | Růžice kompasu |
| Růžice kompasu | Beled           | Páli      | Szil | Růžice kompasu |
| Růžice kompasu | Beled           | Jih       | Szil | Růžice kompasu |
| Růžice kompasu | Edve            | Pápoc     | Vág  | Růžice kompasu |